# Yến đuôi nhọn họng trắng
Yến đuôi nhọn họng trắng (danh pháp hai phần: Hirundapus caudacutus) là một loài chim thuộc họ Yến (Apodidae). Yến đuôi nhọn họng trắng sinh sản ở ngọn đồi đá ở trung bộ châu Á và miền nam Xibia. Loài này là chim di cư, trú đông ở phía nam tiểu lục địa Ấn Độ, Đông Nam Á và Úc. Nó là một loài lang thang hiếm gặp ở Tây Âu, nhưng đã được ghi nhận như xa đến phía tây tận Na Uy, Thụy Điển và Anh. Yến đuôi nhọn họng trắng là loài chim bay nhanh nhất kiểu bay vỗ cánh, có khả năng tốc độ 170 km/h.
Loài chim này có đôi chân rất ngắn mà chúng chỉ sử dụng để bám vào bề mặt thẳng đứng. Chúng xây những chiếc tổ của họ ở các khe đá ở các vách đá hoặc cây rỗng. Chúng không bao giờ chủ động đậu trên mặt đất và dành phần lớn cuộc sống của chúng trong không trung, ăn các loài côn trùng mà chúng bắt được.